# Helmer Ringström
Karl Helmer Ringström, dekoratör och verkmästare, född 1916 i Vivstavarv, Timrå, död 2010. Ringström flyttade till Gustavsberg 1936 och bodde sedan 1942 i Gävle.

## Biografi
Utbildades till dekoratör och arbetade under Wilhelm Kåge bland annat med den krävande Argenta serien. Han ingick i Konstnärsgruppen vid Gustavsbergs porslinfabrik. Helmer utbildades vid Konstfack för ARGENTA dekorer. Svenska Amerikalinjen införskaffade Argenta. Kåge satte honom att dekorera gåvor som Sverige skänkte utländska dignitärer. Helmers arbeten finns också i Kungl. Husgerådskammaren. Helmer var anställd vid Gustavsberg åren 1938–1942. Han kom till Gefle Porslinsfabrik som verkmästare för dekoravdelningen. Han hanterade totalt 440 dekoratöser fram till pensionen 1979 – året innan fabriken lades ner. Artister som Lillemor Mannerheim m.fl. kom med nyskapande alster som Helmer utvärderade för produktion. Han målade tavlor, gjorde intarsia, målade konstverk på bordsmonterade kakelplattor av S;t Göran och draken samt en vängåva  – en vy över Gävletravet från 50-talet.  Han avbildade 1959 Halmstad Slott för Gefle's Slottserie, på kvällar och nätter skapade han nya dekorer. Han tänkte ut, ritade och konstruerade pneumatiska, arbetsbesparande maskiner för dekor av mindre krävande mönster. Pneumatiken som var komplicerad, sparade hans anställdas hälsa och fabrikens pengar och gav entreprenören som byggde maskinerna gråa hår. Att lösa den typen av problem, gav honom nog störst glädje. Han låg bakom mer än 50 dekorer under sin tid på Gefle.
Förutom arbetet i porslinsfabriken var Helmer aktiv i Arbetsledarna och som medelpading bildade han Medelpads Gille i Gävle för medelpadingar i förskingringen. Något han gav mycket tid till var engagemanget i Gefle IF. Dels som tränare och coach med Gefle IFs fotbollsjuniorer dels som funktionär vid friidrottstävlingar på Strömvallen. Han och nära vännen 'bagarn' dvs Hasse Ekenberg arbetade ihop med juniorerna och dåtidens hjältar Arne "Ata" Persson m fl. De bägge fick juniorerna att cykla ända till Gävles norska vänort Gjövik för att spela fotboll. Vinterolympiaden 1994 besökte Helmer då hos vänfamiljen i Gjövik som familjen lärt känna tack var radioprogrammet Morokulien. Helmer och hans hustru Martha avled 2010 sörjda av barn och barnbarn.   

## Produktion
Här följer ett urval av Helmer Ringströms dekorer:
- Aladdin (1966-1972)
- Anemone (1969-1971)
- Arkad (1969-1974)
- Atos (1966-1974)
- Boj (1970-1976)
- Delfi (1958-1962)
- Dorothy (1957-1961)
- Hellas (1942-1974)
- Kryss (1957-1964)
- Mexico (1970-1975)
- Prick (1963-1966)
- Rill (1959-1961)
- Ruter (1957-1970)
- Skotte (1968-1970)
- Tellus (1956-1966)